# Gerard Murphy
Gerard Murphy (Newry, 14 oktober 1948 – Cambridge, 26 augustus 2013) was een Noord-Iers acteur bekend door zijn rollen in Shakespeare-drama's. 
Murphy was een medewerker van de Royal Shakespeare Company. Hij was de stem bij the BBC Radio-versie van Tolkiens The Lord of the Rings.
Gerard was ook een medewerker van de Glasgow Citizens Company en lid van het Birmingham Repertory Theatre. 
In de Old Vic in Bristol, was Murphy de enige acteur die een dubbelrol vervulde als Hal en Falstaff in  Shakespeares Henry IV sinds Ralph Richardson in 1962. Murphy trad op in het BBC Radio 3-hoorspel van Shakespeares As You Like It met actrice Helena Bonham Carter in 2000. 
Murphy trad in 2005 op in de film Batman Begins als "Judge Fagen" en had gastrollen in The Bill, Heartbeat, Dalziel and Pascoe, Trial and Retribution, Taggart, Doctor Who en Waking the Dead. In 2009 speelde hij als "Shawshank" in Pumpgirl met Geraldine Hughes. Murphy was voor het laatst te zien in de film Comedian in 2012. 
Murphy beheerste een aantal accenten, vooral die van Belfast, Dublin, Noord-Iers, en Zuid-Iers. 
Murphy woonde in Londen en in Zuidoost-Engeland. Hij overleed aan prostaatkanker in 2013 op 64-jarige leeftijd.

## Theater
- Coriolanus, Glasgow Citizens Company, 1974
- als Piraquo, The Changeling, Glasgow Citizens Company, 1976
- Woyzeck, Glasgow Citizens Company, 1976
- The Country Wife, Glasgow Citizens Company, 1977
- als"Chinchilla" Diaghilev, Chinchilla, Glasgow Citizens Company, 1977
- als Miss Prism, The Importance of Being Earnest, Glasgow Citizens Company, 1977
- als Cavaliere Odoardo, Good Humored Ladies, Glasgow Citizens Company,1979
- Titelrol , Macbeth, Glasgow Citizens Company, 1979
- als Brachiano, The White Devil, Greenwich Theatre, 1984
- als Delio, The Duchess of Malfi, Royal Shakespeare Company, 1985
- The Critic, Royal Shakespeare Company, 1985
- als Ezra Mannon en Orin Mannon, Mourning Becomes Electra, Glasgow Citizens Company, 1991
- als Monsieur Wesener, The Soldiers, Glasgow Citizens Company, Edinburgh Festival, Edinburgh daarna Glasgow Citizens Theatre, Glasgow 1993
- als D'Amville, The Atheïst's Tragedy, Birmingham Repertory Theatre, Birmingham, Engeland, c. 1994
- Titelrol , Macbeth, Glasgow Citizens Company, 1998
- als Mallory, Dreaming, Manchester Royal Exchange Company, Queen's Theatre, Londen, 1999
- als Malvolio, Twelfth Night, Birmingham Repertory Theatre, 2000
- als Phil, Moon for the Misbegotten, Manchester Royal Exchange Company, daarna New York, 2001
- als Malvolio, Hamlet, Bradford Theatre, Bradford, Engeland, 2002
- als Roger, The Balcony, Royal Shakespeare Company;
- als Jesus, Broken Nails, Theatre at St. Peter's Cathedral, Belfast;
- als Sam Mowbray, Country Dancing, Royal Shakespeare Company;
- als Green Eyes, Deathwatch, Royal Shakespeare Company;
- als Goetz, The Devil and the Good Lord, Lyric Theatre-Hammersmith, Londen;
- titelrol, Dr. Faustus, Royal Shakespeare Company;
- als Ellis, Easter, Haymarket Theatre, Leicester;
- als Prince Hal, Henry V, Parts I and II, Royal Shakespeare Company;
- als Argan (titelrol), The Hypochondriac, Cambridge Theatre Company;
- als Johnny Boyle, Juno and the Paycock, Royal Shakespeare Company;
- als Solange, The Maids, Royal Shakespeare Company;
- als Oberon, A Midsummer Night's Dream, Royal Shakespeare Company;
- als Wilfred Owen, Not about Heroes, Royal Shakespeare Company;
- titelrol , Pericles, Stratford East;
- als Theseus, Phaedra, Old Vic Theatre, Londen;
- als Athdark, The Saxon Shore, Almeida Theatre, Londen;
- als Graham Cutter, Speculators, Royal Shakespeare Company;
- als Petruchio, The Taming of the Shrew, Royal Shakespeare Company;
- als Oedipus, TheTheban Plays, Royal Shakespeare Company;
- als Palamon, The Two Noble Kinsmen, Royal Shakespeare Company;
- als Mosca, Volpone, Birmingham Repertory Theatre;
- als Frank, The Witch of Edmonton, Royal Shakespeare Company;
- Antony and Cleopatra, Shakespeare Santa Cruz, Santa Cruz, CA;
- Julius Caesar, Shakespeare Santa Cruz;
- Kiss of the Spider Woman, Andrew's LaneTheatre, Dublin, Ierland;
- The Manchurian Candidate, Lyric Theatre-Hammersmith;
- Masterpieces, Theatre Royal Stratford East;
- Romeo and Juliet, Glasgow Citizens Company;
- The School for Wives, Belfast Arts Theatre, Dublin Festival, Dublin

## Film
- als Donnelly, Sorcerer (ook bekend als Wages of Fear), 1977
- als Sandy Richardson, The Brink's Job (ook bekend als Big Stickup atBrink's), 1978
- Crowning, Once Upon a Time in America (ook bekend als C'era unavolta in America), 1984
- als Father Larkin, Sacred Hearts, 1985
- King of New York,  1990
- als Nord, Waterworld, 1995
- Commission, 1995

## Televisie
- als Lord Steyne, Vanity Fair, 1998
- als Planchet, The Scarlet Pimpernel, 4 afleveringen 1999-2000
- als Dr. Bullman, I Was a Rat, 2001
- als O'Hara, "A Well Fashioned Fit-up," Minder,  1984
- Sacred Hearts, 1985
- als Richard Maynarde, "Silver Nemesis," Doctor Who, , 1988
- als Father Doyle, Taggart, 1995
- als The pilot, "Flight into Terror," Father Ted, 1996
- als Billy Trotter, "Full Circle," Heartbeat, 1999
- als D.I. Straw, "Angel," The Bill, 2000
- als boodschapper, Oedipus the King ,1984
- als George Falla, The Governor II, 1996
- als Deputy Inspector Bracken, McCallum, 9 afleveringen 1996-1999
- als George, The Best of Friends,
- als Roy, Catchpenny Twist,
- als Inspector Snow, Charteris and Caldicott,
- als Gilberto, Facing the Sun,
- als Rory, My Son, My Son
- als Jack Clitheroe, The Plough and the Stars
- als Martin Canfield, Jukes at Piccadilly
- als Judge Faden, Batman Begins, 2005
- als James Alcock, Waking the Dead, 2005
- als Steven Burlow, Dalziel and Pascoe, aflevering Demons on our shoulders, 2007
- Trial and Retribution: The Lovers, 2005